# فیل چینی
فیل چینی یا فیل عاج‌صورتی (نام علمی: Elephas maximus rubridens) از زیرگونه‌های انقراض یافتهٔ فیل آسیایی است که زمانی در مرکز و جنوب چین می‌زیست. نسل این فیل به دلیل شکار بی‌رویهٔ آن برای عاج‌هایش تا سدهٔ چهاردهم پیش از میلاد منقرض شد. فیل‌هایی که امروزه در استان‌های جنوب غربی چین یافت می شوند زیرگونهٔ دیگری از فیل آسیایی یعنی فیل هندی هستند.